# Майский, Михаил Семёнович
Михаи́л Семёнович Ма́йский (настоящая фамилия — Булгаков; 3 июня 1889, Грайворон, Курская губерния, Российская империя — 31 декабря 1960, Харьков, УССР, СССР) — советский и украинский драматург, прозаик, сценарист и токарь, Член Союза писателей СССР.

## Биография
Родился в 1889 году в Грайвороне в семье Бондаря. Учился в Грайворонской школе. В 1914 году в связи с началом Первой мировой войны был мобилизован в армию и отправлен на фронт, однако прослужив несколько месяцев его демобилизовали по состоянию здоровья и тогда он в 1915 году устроился на работу на Харьковский паровозостроительный завод, где он работал токарем вплоть до 1920 года. В 1920 году находясь на досуге написал свой первый рассказ и друзья посоветовали опубликовать его в газете «Пролетарий», после публикации произведения и успешных отзывов, он всерьёз задумался о литературной карьере и начал писать произведения и сценарии. В 1921 году начал работать в качестве драматурга, написав пьесу «На посту», который имел колоссальный успех в театре, после успеха в театре, спектакль стали ставить и в рабочих клубах. Написал также ряд сценариев для кинематографа.
Скончался 31 декабря 1960 году в Харькове в канун Нового года. Похоронен там же.

## Фильмография

### Сценарист
- 1924 —
  - За чёрное золото
  - Остап Бандура
- 1930 — Секрет рапида